# Малхолл, Джек
Джек Малхолл (англ. Jack Mulhall; 7 октября 1887, Уоппинджерс-Фолс, Нью-Йорк — 1 июня 1979, Вудленд-Хиллз, Калифорния) — американский актёр кино и телевидения, менее известен как театральный актёр и кинопродюсер. За полвека карьеры снялся в почти 450 фильмах и сериалах.

## Биография
Джон Джозеф Фрэнсис Малхолл родился 7 октября 1887 года в деревне Уаппингерс-Фолз (штат Нью-Йорк, США). Его отец был ирландец, мать — шотландка, у него было пятеро братьев и сестёр. С 14 лет юноша проявил любовь к массовому искусству: он принимал участие в подготовке карнавалов, был зазывалой в парке развлечений, играл в малоизвестных театрах, был артистом водевилей, его фотографировали для журналов, а с 23 лет начал сниматься в кино. Малхолл успешно перешёл из немого кино в звуковое, с 1951 года стал сниматься на телевидении. В 1959 году 72-летний актёр окончил свою карьеру на экране, но продолжил работу в должности «переговорщик по контрактам» в Гильдии киноактёров США, и был на этом посту до 1974 года.
В 1918 году единственный раз в своей карьере выступил как продюсер — фильм «Мадам Шпионка».
К 1929 году Малхолл зарабатывал около 1000 долларов (ок. 15 190 долларов в ценах 2021 года) в неделю, его состояние оценивалось примерно в миллион долларов (ок. 15 190 000 долларов в ценах 2021 года). Великая депрессия заметно ударила по актёру, хотя значительная часть его средств к тому времени была вложена в калифорнийскую недвижимость.
В 1949 году Малхолл единственный раз в своей карьере сыграл на Бродвее — постановка «Блэкауты 1949 года».
8 февраля 1960 года Малхолл был удостоен звезды на Голливудской «Аллее славы» за вклад в киноиндустрию.
Джек Малхолл скончался 1 июня 1979 года от застойной сердечной недостаточности в доме престарелых Motion Picture & Television Country House and Hospital в районе Вудленд-Хиллз (город Лос-Анджелес, штат Калифорния). Похоронен на кладбище Святого креста в городе Калвер-Сити (штат Калифорния).

### Личная жизнь
Джек Малхолл был женат трижды:
1. Берта Вуйло. Брак заключён 28 июня 1909 года. Женщина скончалась вскоре после свадьбы.
2. Лора Бантон. Брак заключён 28 мая 1916 года. В 1921 году женщина покончила с собой. От брака остался ребёнок.
3. Эвелин Уинанс (1901—1994), малоизвестная киноактриса[10]. Брак заключён в 1924 году и продолжался 55 лет до самой смерти актёра.

## Избранная фильмография
За 49 лет карьеры (1910—1959) Малхолл появился в почти 450 фильмах и сериалах. Примерно в 140 случаях он не был указан в титрах, а 94 из этих лент были короткометражными.

### В титрах указан
1910—1929
- 1910 — Беглая[англ.] / The Fugitive — новый бойфренд (к/м)
- 1916 — Местечко под ветрами[англ.] / The Place Beyond the Winds — Дик Трэверс
- 1916 — Цена молчания[англ.] / The Price of Silence — Ральф Келтон
- 1917 — Морские сирены[англ.] / Sirens of the Sea — Джеральд Уолдрон
- 1918 — Великая страсть[англ.] / The Grand Passion — Джек Рипли
- 1918 — Безумная юность[англ.] / Wild Youth — Орландо Гис
- 1918 — Латунная пуля[англ.] / The Brass Bullet — Джек Джеймс
- 1918 — Опасно, двигайтесь медленно[англ.] / Danger, Go Slow — Джимми «Угорь»
- 1920 — Внезапная Пегги[англ.] / All of a Sudden Peggy — достопочтенный Джимми Кеппел
- 1920 — Надежда[англ.] / The Hope — Гарольд, лорд Ингистр
- 1920 — Никогда нельзя сказать наверняка[англ.] / You Never Can Tell — принц
- 1921 — Морской пират[англ.] / The Off-Shore Pirate — Тоби Морленд
- 1922 — Четырнадцатый любовник[англ.] / The Fourteenth Lover — Ричард Харди
- 1922 — Поворот направо[англ.] / Turn to the Right — Джо Бэском
- 1922 — Полночь[англ.] / Midnight — Джек Дарт
- 1922 — Плоть и кровь[англ.] / Flesh and Blood — Тед Бёртон
- 1922 — От заката до рассвета[англ.] — Филип Рэндалл
- 1922 — Средь бела дня[англ.] / Broad Daylight — Джоэль Морган
- 1922 — Забытый закон[англ.] / The Forgotten Law — Виктор Джарнетт
- 1922 — Герои улицы[англ.] / Heroes of the Street — Говард Лейн
- 1923 — Социальный пират[англ.] / The Social Buccaneer — Джек Нортон
- 1923 — В рамках закона[англ.] / Within the Law — Ричард Гилдер
- 1923 — Далси[англ.] / Dulcy — Гордон Смит
- 1923 — Зов предков[англ.] / The Call of the Wild — Джон Торнтон
- 1923 — Негодяй[англ.] / The Bad Man — Гилберт Джонс
- 1923 — Барабаны опасности[англ.] / The Drums of Jeopardy — Джером Хоксли
- 1924 — Золотая рыбка[англ.] / The Goldfish — Джимми Уэтерби
- 1925 — Безумный вихрь[англ.] / The Mad Whirl — Джек Херрингтон
- 1925 — Засекреченная[англ.] / Classified — Ллойд Уайтинг
- 1925 — Мы, современные[англ.] / We Moderns — Джон Эшлер
- 1926 — Сэди из метро[англ.] / Subway Sadie — Херб МакКарти, охранник в метро
- 1926 — Просто другая блондинка[англ.] / Just Another Blonde — Джимми О’Коннор
- 1927 — Орхидеи и горностай[англ.] / Orchids and Ermine — Ричард Тэбор
- 1928 — Леди, будьте хорошей[англ.] — Джек «Мистерио», иллюзионист
- 1928 — Человек с маслом и яйцами[англ.] / The Butter and Egg Man — Питер Джонс
- 1928 — Непослушный ребёнок[англ.] / Naughty Baby — Терри Вандевир
- 1929 — Сдвоенные кровати[англ.] / Twin Beds — Дэнни Браун
- 1929 — Тёмные улицы[англ.] / Dark Streets — Пэт МакГлоун / Дэнни МакГлоун[11]
- 1929 — Представление представлений[англ.] / The Show of Shows — артист в скетче «Ставка в 20 долларов» и номере «Велосипед для двоих»

1930—1939
- 1930 — Второй выбор[англ.] / Second Choice — Оуэн Мэллери
- 1930 — В соседней комнате[англ.] / In the Next Room — Джеймс Годфри
- 1930 — Убийство вскроется[англ.] / Murder Will Out — Леонард Стонтон
- 1930 — Танцовщица в Голливуде[англ.] / Showgirl in Hollywood — Джимми Дойл
- 1930 — Пропащий парень[англ.] / The Fall Guy — Джонни Куинлан
- 1930 — Дорога в рай[англ.] / Road to Paradise — Джордж Уэллс
- 1930 — Достать до Луны[англ.] / Reaching for the Moon — Джимми Кэррингтон
- 1932 — Штаб ада[англ.] / Hell's Headquarters — Росс Кинг
- 1933 — Три мушкетёра[англ.] / The Three Musketeers — Клэнси
- 1933 — Занавес в восемь[англ.] / Curtain at Eight — Кэри Уэлдон
- 1933 — Таинственная эскадрилья[англ.] / The Mystery Squadron — Генри «Хэнк» Дэвис
- 1934 — Старомодный путь[англ.] / The Old Fashioned Way — Дик Бронсон
- 1935 — Париж весной[англ.] / Paris in Spring — Жорж, швейцар кафе «Симона»
- 1936 — Последний бой Кастера[англ.] / Custer's Last Stand — лейтенант Кук
- 1936 — Сжатая рука[англ.] / The Clutching Hand — Крейг Кеннеди
- 1936 — 13 часов полёта[англ.] / 13 Hours by Air — Хорейс Лэндер, клерк по бронированию
- 1936 — Подводное королевство[англ.] / Undersea Kingdom — Эндрюс (в 1 и 12 эпизодах)
- 1936 — Любимый враг[англ.] / Beloved Enemy — Кейси
- 1937 — Сто мужчин и одна девушка / One Hundred Men and a Girl — Рудольф
- 1938 — Шпионское кольцо[англ.] / The Spy Ring — капитан Текс Рэндольф
- 1938 — Путешествие Флэша Гордона на Марс / Flash Gordon's Trip to Mars — капитан бомбардировщика (в 4, 5 и 13 эпизодах)
- 1939 — Дом в прериях[англ.] / Home on the Prairie — доктор Соммерс
- 1939 — Бак Роджерс[англ.] / Buck Rogers — капитан Рэнкин
- 1939 — Первая любовь[англ.] / First Love — Терри

1940—1949
- 1940 — Чёрная пятница / Black Friday — бармен
- 1940 — Сын Монте-Кристо / The Son of Monte Cristo — Шмидт
- 1940 — Таинственный доктор Сатана / Mysterious Doctor Satan — шеф полиции Рэнд (в 1, 4 и 13 эпизодах)
- 1941 — За здоровье мисс Бишоп[англ.] / Cheers for Miss Bishop — профессор Картер
- 1941 — Приключения Капитана Марвела / Adventures of Captain Marvel — Джеймс Хоуэлл (в 1 эпизоде)
- 1941 — Невидимый призрак[англ.] / Invisible Ghost — Тим, полицейский детектив
- 1941 — Ужасный груз[англ.] / Desperate Cargo — Джим Хэлси
- 1941 — Блицкриг Бауэри[англ.] / Bowery Blitzkrieg — офицер полиции Шеррилл
- 1941 — Я его убил[англ.] / I Killed That Man — Коллинс
- 1941 — Дик Трейси против корпорации «Преступность»[англ.] / Dick Tracy vs. Crime, Inc. — Джим Уилсон
- 1942 — Мистер умник[англ.] / Mr. Wise Guy — Джим Бэрнс
- 1942 — Рассветный экспресс[англ.] / The Dawn Express — старший агент Джеймс Кёртис
- 1942 — Джентльмен после наступления темноты[англ.] / A Gentleman After Dark — портье
- 1942 — Под Бруклинским мостом[англ.] / 'Neath Brooklyn Bridge — сержант
- 1943 — Малыш Динамит[англ.] / Kid Dynamite — Клэнси, похититель
- 1943 — Человек-обезьяна / The Ape Man — репортёр
- 1943 — Призраки на свободе[англ.] / Ghosts on the Loose — лейтенант
- 1945 — Одинокий человек[англ.] / The Man Who Walked Alone — полицейский
- 1945 — Призрак 42-й улицы[англ.] / The Phantom of 42nd Street — лейтенант Уолш

1950—1959
- 1951—1952, 1955 — Приключения Кита Карсона[англ.] / The Adventures of Kit Carson — разные роли (в 3 эпизодах)
- 1952 — Скованные на всю жизнь[англ.] / Chained for Life — доктор Томпсон
- 1952 — Ракетный отряд[англ.] / Racket Squad — офицер полиции (в эпизоде The Soft Touch)
- 1952 — Бюла[англ.] / Beulah — Джордж (в эпизоде Second Wedding)
- 1952, 1957 — Сеть[англ.] / Dragnet — в роли самого себя (в 2 эпизодах)
- 1954 — Шоу Эбботта и Костелло[англ.] / The Abbott and Costello Show — полицейский (в эпизоде Amnesia)
- 1955 — Приключения Дикого Билла Хикока[англ.] / The Adventures of Wild Bill Hickok — шериф Джим Дейли (в эпизоде The Boy and the Hound Dog)
- 1956 — Приключения Чемпиона[англ.] / The Adventures of Champion — Хью МакНил (в эпизоде Andrew and the Deadly Double)
- 1956 — Видео-театр «Люкс»[англ.] / Lux Video Theatre — присяжный (в эпизоде The Night of January Sixteenth)
- 1956 — Существо из прошлого[англ.] / The She-Creature — адвокат доктора Ломбарди
- 1956, 1958 — Театр 90[англ.] / Playhouse 90 — разные роли (в 2 эпизодах)
- 1956, 1958 — Альфред Хичкок представляет / Alfred Hitchcock Presents — разные роли (в 2 эпизодах)
- 1957 — Как выйти замуж за миллионера[англ.] / How to Marry a Millionaire — хорошо одетый мужчина (в эпизоде The Penthouse)
- 1958 — Жизнь и житие Уайатта Эрпа[англ.] / The Life and Legend of Wyatt Earp — разные роли (в 2 эпизодах)
- 1958 — Истории Уэллса Фарго[англ.] / Tales of Wells Fargo — игрок в покер (в эпизоде The Gambler)
- 1958 — Шоу Гейл Сторм[англ.] / The Gale Storm Show — Уолтер Стюарт (в эпизоде You Gotta Have Charm)
- 1959 — Сансет-стрип, 77[англ.] / 77 Sunset Strip — Кеннет Уэбстер (в эпизоде Strange Girl in Town)
- 1959 — Атомная подводная лодка / The Atomic Submarine — Джастин Мёрдок, министр обороны

### В титрах не указан
1910—1939
- 1918 — Шепчущий хор[англ.] / The Whispering Chorus — священник
- 1919 — Не меняйте вашего мужа / Don't Change Your Husband — член игорного клуба
- 1934 — Клеопатра / Cleopatra — римлянин, приветствующий Марка Антония
- 1934 — Эвелин Прентис[англ.] / Evelyn Prentice — Грегори
- 1934 — Это подарок[англ.] / It's a Gift — дворецкий
- 1934 — Вот моя жена![англ.] / Behold My Wife! — репортёр в поезде
- 1935 — Женщина в красном[англ.] / The Woman in Red — мистер Кройзер, сидящий гость на яхте
- 1935 — Миссисипи[англ.] / Mississippi — дуэлянт
- 1935 — Скандалы Джорджа Уайта 1935 года / George White's 1935 Scandals — продавец билетов в театр
- 1935 — Безрассудные[англ.] / Reckless — ограничитель Пола в баре
- 1935 — Осведомитель / The Informer — мужчина на поминках
- 1935 — Отряд Китайского квартала[англ.] / Chinatown Squad — портье в гостинице «Святой Франциск»
- 1935 — Мисс Глори[англ.] / Page Miss Glory — репортёр
- 1935 — Сегодня вечером нас будет двое[англ.] / Two for Tonight — доктор
- 1935 — Весёлый обман[англ.] / The Gay Deception — банковский кассир
- 1935 — Большое радиовещание в 1936 году[англ.] / The Big Broadcast of 1936 — радио-администратор
- 1935 — Гибель Помпеи[англ.] / The Last Days of Pompeii — гражданин Помпеев
- 1936 — Ничего себе[англ.] / Strike Me Pink — Джонни
- 1936 — Всё проходит[англ.] / Anything Goes — казначей
- 1936 — Энни с Клондайка[англ.] / Klondike Annie — офицер
- 1936 — Жена против секретарши / Wife vs. Secretary — Говард
- 1936 — Одним дождливым днём[англ.] / One Rainy Afternoon — диктор на катке
- 1936 — Плавучий театр / Show Boat — фанат гонок
- 1936 — Жёны никогда не узнают[англ.] / Wives Never Know — скаут
- 1936 — Оклеветанная[англ.] / Libeled Lady — зазывала
- 1936 — Без приказов[англ.] / Without Orders — Джейк, охранник в аэропорту
- 1936 — Очарован тобой / Under Your Spell — судебный клерк
- 1937 — Любовь — это новости[англ.] / Love Is News — продавец яхт
- 1937 — История вершится ночью[англ.] / History Is Made at Night — официант
- 1937 — Стажёрам нельзя брать деньги[англ.] / Internes Can't Take Money — Первая Кружка
- 1937 — Топпер[англ.] / Topper — разгневанный хозяин ночного клуба
- 1937 — Любимец Нью-Йорка[англ.] / The Toast of New York — брокер
- 1937 — Музыка для мадам[англ.] / Music for Madame — гость на свадьбе
- 1938 — О сердцах человеческих[англ.] / Of Human Hearts — солдат, держащий паломника на коне
- 1938 — Без ума от музыки[англ.] / Mad About Music — репортёр
- 1938 — Ты и я / You and Me — полотёр
- 1938 — Преступный круг[англ.] / Crime Ring — детектив Брейди
- 1938 — Молодой доктор Килдейр[англ.] / Young Dr. Kildare — интерн
- 1938 — Снайперы[англ.] / Sharpshooters — фотограф
- 1939 — Созданы друг для друга[англ.] / Made for Each Other — радист из Рок-Спрингса
- 1939 — Три милые девушки взрослеют[англ.] / Three Smart Girls Grow Up — дворецкий
- 1939 — Этот замечательный мир / It's a Wonderful World — репортёр
- 1939 — 6000 врагов[англ.] / 6,000 Enemies — О’Тул, заключённый
- 1939 — Судья Харди и сын[англ.] / Judge Hardy and Son — интерн
- 1939 — Джо и Этель Тарпы звонят президенту[англ.] / Joe and Ethel Turp Call on the President — полицейский

1940—1959
- 1940 — Бродвейская мелодия 1940 года / Broadway Melody of 1940 — Джордж
- 1940 — Странный груз / Strange Cargo — Даннинг
- 1940 — Я люблю тебя снова[англ.] / I Love You Again — рабочий, произносящий «70 часов…»
- 1940 — Поход вокруг горы[англ.] / Comin' Round the Mountain — продавец
- 1940 — Играйте, музыканты[англ.] / Strike Up the Band — мужчина, звонящий победителю конкурса
- 1940 — Третий палец левой руки[англ.] / Third Finger, Left Hand — гид Ниагарского водопада
- 1940 — Квотербек[англ.] / The Quarterback — доктор
- 1941 — Рядовые[англ.] / Buck Privates — судмедэксперт
- 1941 — Переулок[англ.] / Back Street — мистер Уайт
- 1941 — Гони, Келли, гони[англ.] / Ride, Kelly, Ride — жокейский агент
- 1941 — Ночи Лас-Вегаса[англ.] / Las Vegas Nights — крупье
- 1941 — Паук возвращается[англ.] / The Spider Returns — детектив Фаррелл (в 13—15 эпизодах)
- 1941 — Любовное безумие[англ.] / Love Crazy — судебный клерк
- 1941 — На флоте[англ.] / In the Navy — лейтенант Скотт
- 1941 — Всё началось с Евы / It Started with Eve — фотограф ночного клуба
- 1941 — Международная леди / International Lady — портье
- 1941 — Любовное свидание[англ.] / Appointment for Love — репортёр
- 1941 — Гарвард, я иду[англ.] / Harvard, Here I Come — репортёр
- 1942 — Охотники за бандой[англ.] / Gang Busters — Ричардс, полицейский химик (в 9 и 11 эпизодах)
- 1942 — Остров Уэйк / Wake Island — доктор Паркмен
- 1942 — Между нами, девочками[англ.] / Between Us Girls — официант в ночном клубе
- 1942 — Стеклянный ключ / The Glass Key — Линч
- 1942 — Лесные рейнджеры[англ.] / The Forest Rangers — наблюдатель
- 1943 — Удивительная миссис Холлидэй / The Amazing Mrs. Holliday — репортёр
- 1943 — То, что она не отдаст[англ.] / Hers to Hold — офицер
- 1943 — Сокол в опасности / The Falcon in Danger — менеджер казино
- 1943 — ? / Swing Shift Maisie — доктор
- 1943 — Канзасец[англ.] / The Kansan — Уолтер
- 1943 — Корвет K-225 / Corvette K-225 — офицер
- 1944 — Леди в темноте[англ.] / Lady in the Dark — фотограф
- 1944 — Выбор игрока[англ.] / Gambler's Choice — Гарри
- 1944 — Американский роман[англ.] / An American Romance — покупатель
- 1945 — Диллинджер / Dillinger — офицер полиции
- 1945 — Сердце побережья Бэрбери[англ.] / Flame of Barbary Coast — игрок
- 1946 — Месье Бокэр[англ.] / Monsieur Beaucaire — стражник
- 1949 — Ты — моё всё[англ.] / You're My Everything — проситель в «Огненных хлопушках»
- 1949 — Моя подруга Ирма[англ.] / My Friend Irma — фотограф
- 1952 — Удивительный Блэкхок: Защитник свободы[англ.] / The Miraculous Blackhawk: Freedom's Champion — член Совета обороны (в 7 и 8 эпизодах)
- 1952 — Только для тебя[англ.] / Just for You — майор
- 1954 — Я женился на Джоан[англ.] / I Married Joan — мистер Рэндольф (в эпизоде Get Rich Quick)
- 1955 — Компаньон Теннесси[англ.] / Tennessee's Partner — горожанин / гость герцогини
- 1955 — Человек с золотой рукой / The Man with the Golden Arm — тюремщик
- 1956 — Звонок в Убойный отдел[англ.] / Calling Homicide — помощник шерифа Пирсон
- 1956 — Эй, Джинни![англ.] / Hey, Jeannie! — сенатор Фуллер (в эпизоде Jeannie Goes to Washington)
- 1957 — Укуренные[англ.] / Up in Smoke — полицейский клерк
- 1958 — Я женился на женщине[англ.] / I Married a Woman — полицейский

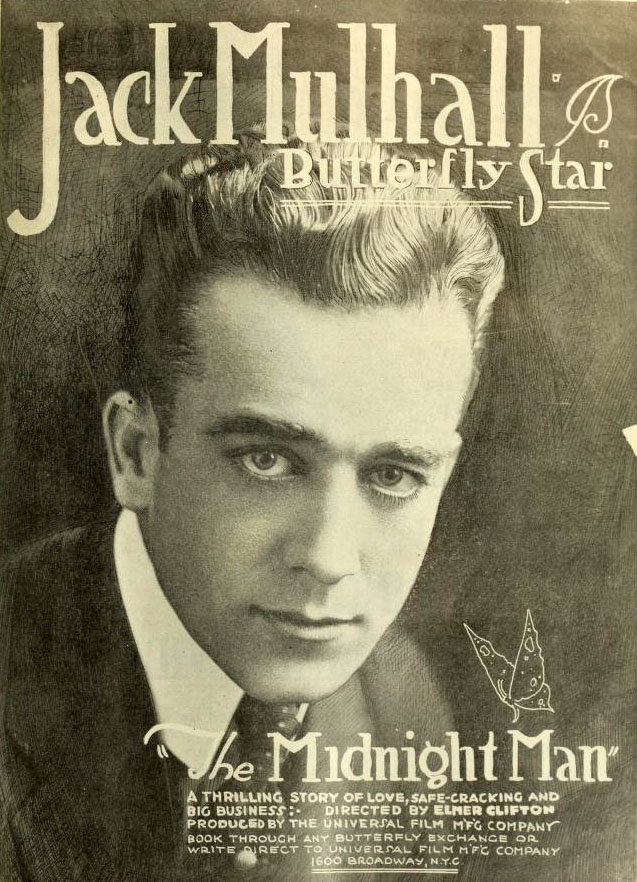
Реклама фильма «Человек полуночи» (1917) в журнале The Moving Picture World[англ.].
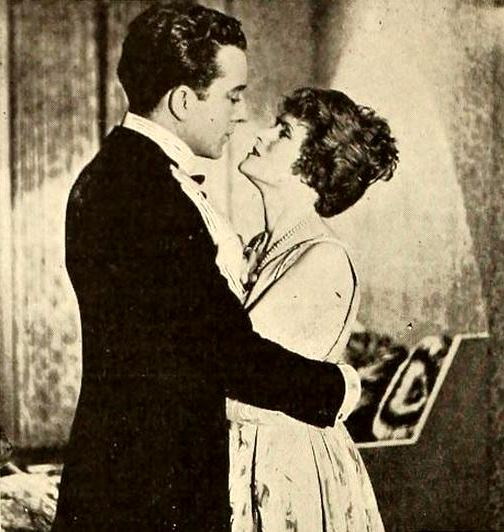
С Эмми Уэлен[англ.] в фильме «Одолжение другу», 1919
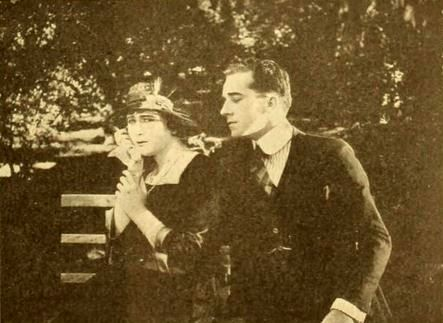
С Мэри Макларен в фильме «Скрипучая лестница», 1919
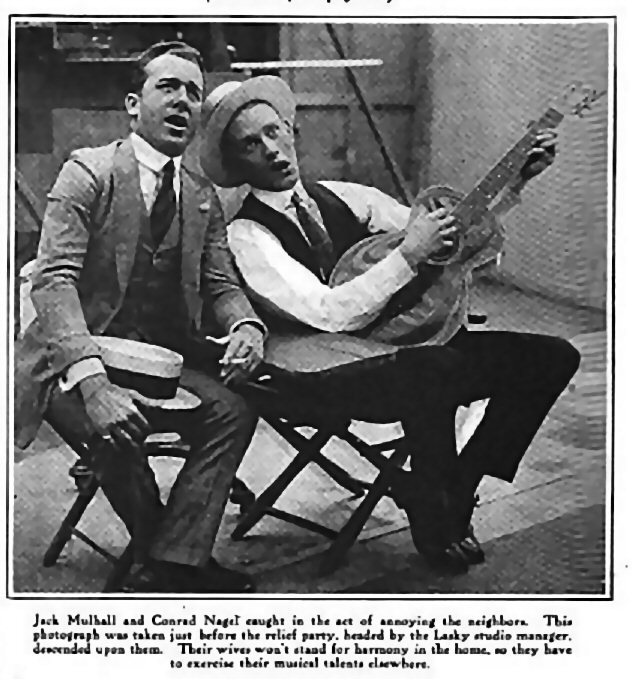
С Конрадом Найджелом (справа), ок. 1920
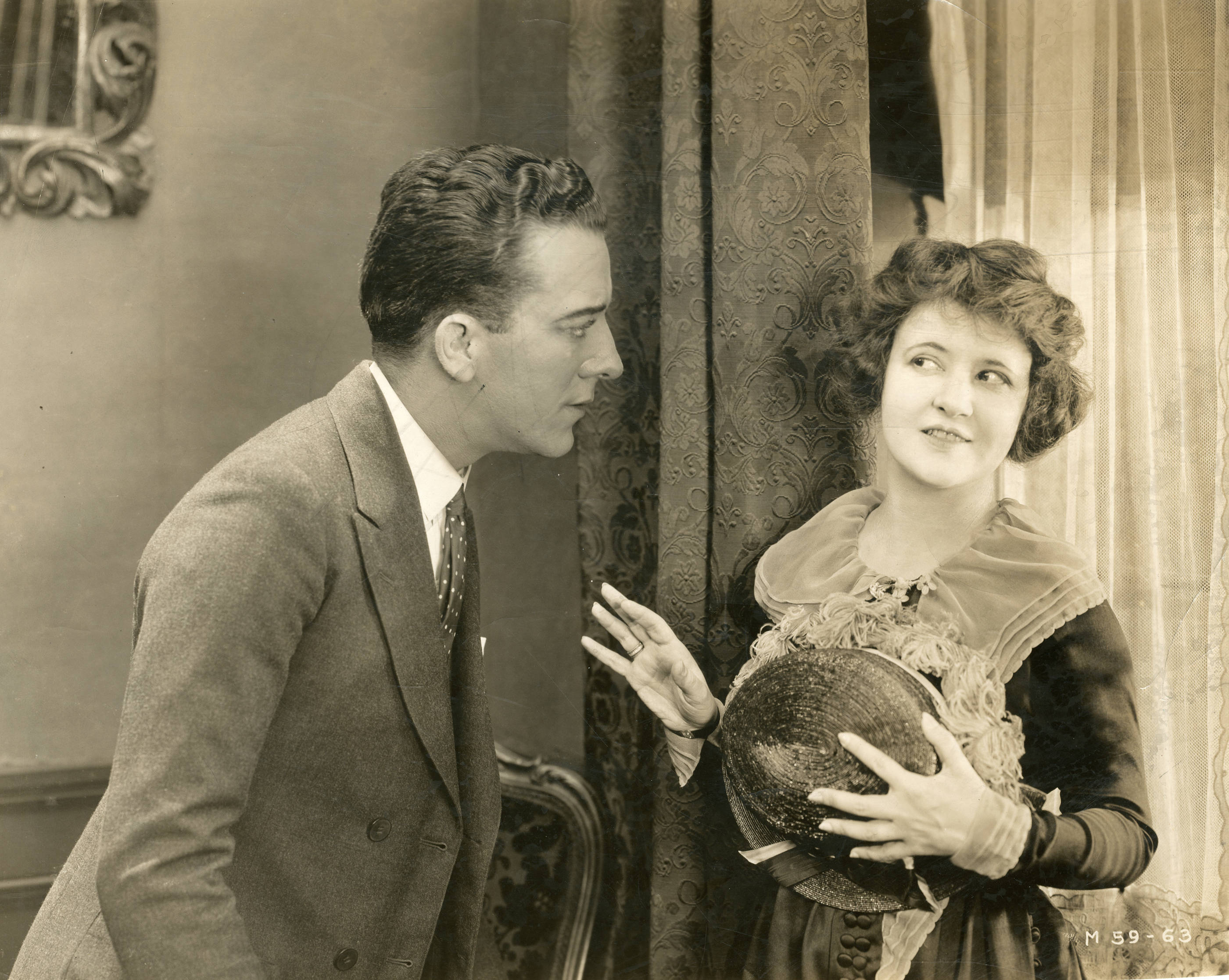
С Маргерит Кларк в фильме «Внезапная Пегги[англ.]», 1920
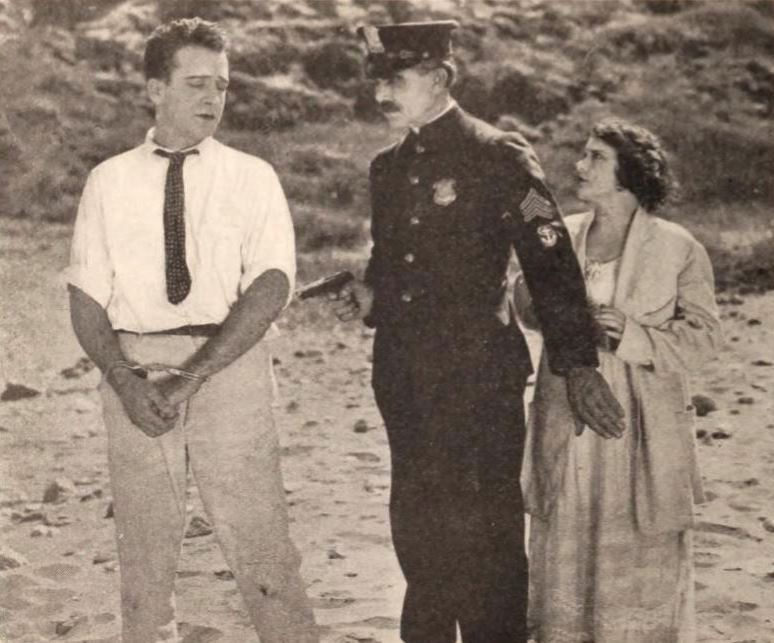
Слева направо: Джек Малхолл, неизвестный актёр и Виола Дана в фильме «Морской пират[англ.]», 1921
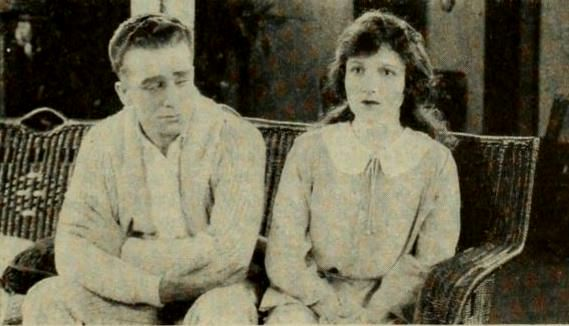
С Флоренс Видор в фильме «От заката до рассвета[англ.]», 1922
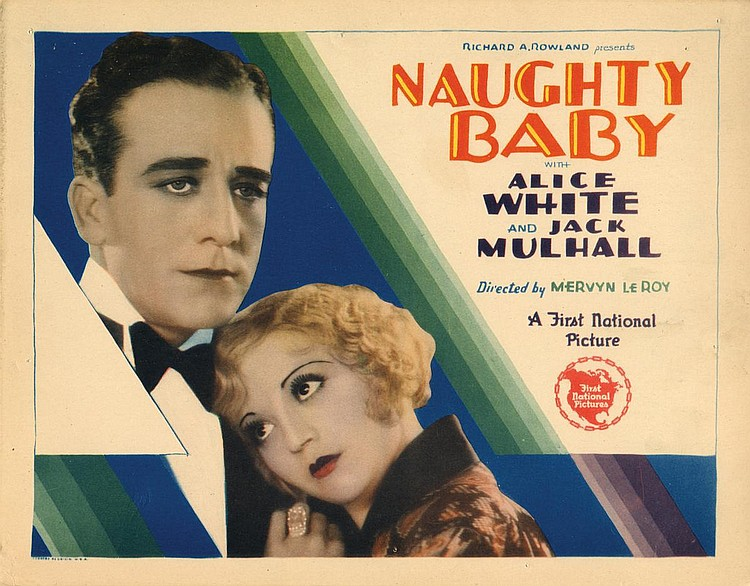
С Элис Уайт на постере фильма «Непослушный ребёнок[англ.]», 1928
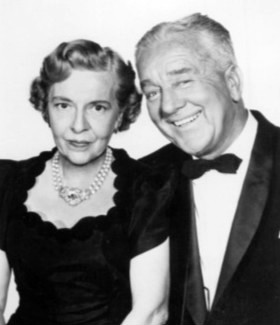
С Мадж Кеннеди в сериале «Театр Goodyear», 1959